# Station Ifield
Ifield is een spoorwegstation van National Rail in Crawley in Engeland. Het station is eigendom van Network Rail en wordt beheerd door Southern. 